# Astrophyton
Genre
Astrophyton est un genre d'échinodermes de la famille des Gorgonocephalidae.

## Liste d'espèces
Selon World Register of Marine Species (1er février 2014) :
- Astrophyton muricatum (Lamarck, 1816)

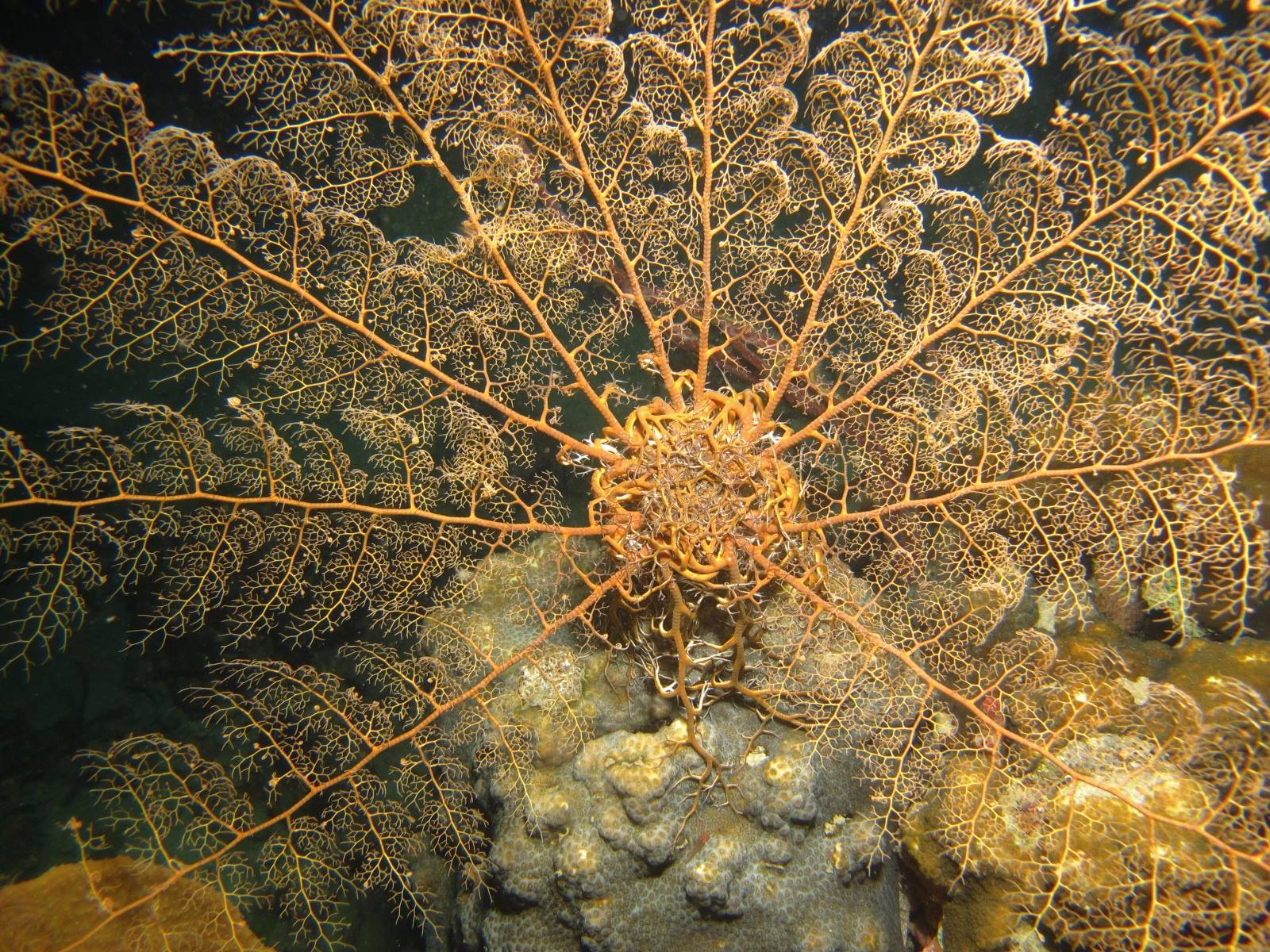
Astrophyton muricatum déployé.

Selon ITIS (1er février 2014) :
- Astrophyton cacaoticum Lyman, 1874
- Astrophyton muricatum (Lamarck, 1816)